# Nematus truncus
Nematus truncus är en stekelart som beskrevs av Vikberg 1982. Nematus truncus ingår i släktet Nematus, och familjen bladsteklar. Arten är reproducerande i Sverige.